# Xylosma longipetiolata
Xylosma longipetiolata är en videväxtart som beskrevs av Legname. Xylosma longipetiolata ingår i släktet Xylosma och familjen videväxter. Inga underarter finns listade i Catalogue of Life.